# Phryganella
Phryganellidae
Famille
Genre
Phryganella est l’unique genre de la famille des Phryganellidae (de l'ordre des Arcellinidés et la classe des Tubulinés).

## Étymologie
Le nom de genre Phryganella, est composé du préfixe phrygane par allusion à l'insecte éponyme, et du suffixe -ella « petite ». 

En effet Pénard, en 1902, donna ce nom en l'expliquant de la manière suivante : 

« Le terme de Phryganella provient de ce que la première espèce rencontrée se montrait, au moins dans la localité étudiée, en partie recouverte de coquilles vides provenant de très petits Rhizopodes (Pseudodifflugia), et rappelait en cela les tubes de Phrygane. »

## Description
Les espèces du genre Phryganella ont une coquille qui, en vue latérale, est hémisphérique ou plus haute. L’ouverture est non invaginée et grande, faisant souvent les 2/3 du diamètre de la coquille. Cette dernière est composée de particules minérales de taille variable, noyées dans une matrice organique, qui chez les spécimens les plus âgés peut devenir brun foncé en raison du dépôt de manganèse et de fer. Autour de l'ouverture et de la surface ventrale, ces particules sont petites, ce qui lui donne un contour régulier et lisse tandis qu'à l'extrémité aborale des grains plus gros sont incorporés. Son noyau est ovulaire. Phryganella peut former des kystes internes avec ouverture fermée par un diaphragme organique. Ses pseudopodes sont lobés mais légèrement effilés, de forme légèrement conique.

## Liste des espèces
Selon IRMNG (19 janvier 2025) :
- Phryganella marinus Chardez, 1971
- Phryganella paradoxica ou Phryganella paradoxa Penard, 1902[4].

Selon GBIF (19 janvier 2025) :
- Phryganella acropodia (Hertwig & Lesser, 1874) Hopkinson, 1909
- Phryganella marinus Chardez, 1971
- Phryganella paradoxa Penard, 1902
- Phryganella paradoxica Penard, 1902

## Publication originale
- E. Penard, Faune rhizopodique du bassin du Léman, Genève, H. Kündig, 1902, 712 p. (lire en ligne).

## Systématique
Le nom valide de ce taxon est Phryganella Penard, 1902. 
Les espèces de Phryganella sont difficiles à distinguer des espèces telles que Difflugia globulosa ou Difflugia lithoplites (sans épines), et des espèces du genre Pseudodifflugia. La forme des pseudopodes est un critère important, mais les spécimens vivants sont rares et sont à conserver dans des chambres humides.